# Real Conservatorio Superior de Música de Madrid
El Real Conservatorio Superior de Música de Madrid es un conservatorio superior de música, la más antigua institución pública de enseñanza musical en España, que imparte enseñanzas superiores (equivalentes a universitarias) en música. Su historia, de siglo y medio de duración, es representativa de los avatares de la música en la sociedad española. De sus aulas han salido gran parte de los más importantes intérpretes y compositores españoles de los dos últimos siglos.

## Historia

### Fundación
Encontramos la primera noticia sobre el Conservatorio en la Gaceta de Madrid del 23 de junio de 1830, pero su fundación oficial lo fue por Real Decreto del 15 de julio de 1830 (Gaceta del 16 de septiembre) con el nombre de "Real Conservatorio de Música y Declamación de María Cristina". La reina era gran aficionada a la música —cantaba y tocaba el arpa— y la fundación del Conservatorio que lleva su nombre se consideró entonces como obra personal suya en la cumbre de su popularidad. Las clases comenzaron el día 1 de enero de 1831, pero la inauguración fue hecha con gran pompa el 2 de abril del mismo año. Formando parte de los actos solemnes de inauguración el 6 de marzo de 1832 se representó el melodrama lírico español Los enredos de un curioso de Félix Castrillo con música de Ramón Carnicer, Pedro Albéniz, Baltasar Saldoni y Francisco Piermarini. La obra se conserva manuscrita en la biblioteca del centro y editada con estudio y revisión del profesor Jacinto Torres. Su primer director fue el cantante de ópera italiana Francesco Piermarini.
Historiadores de la época criticaron duramente su nombramiento, señalando a españoles como Carnicer y Rodríguez Ledesma como personas de competencia sobrada para desempeñar el cargo. La reina pretendía que la organización del Centro fuera a imagen y semejanza de los conservatorios italianos. Para conseguir sus propósitos buscó director en aquel país, aunque algunos han apuntado que el nombramiento fue caprichoso por ser Piermarini hombre apuesto. En el Centro había alumnos internos y externos, gratuitos y de paga.
El Conservatorio estaba ubicado en la plaza de los Mostenses, en un edificio que, con la reordenación urbanística de Madrid, después fue el número 25 de la calle de Isabel la Católica. La parte posterior daba a un callejón hoy del Maestro Guerrero que todavía es conocido popularmente por Travesía del Conservatorio. Tenía el primitivo una real dependencia de la Corte, y su organización interna se imitó de los conservatorios italianos de la época. Se nombraron profesores profesionales de la casa y una especie de socios protectores no profesionales, los «adictos de honor», que no tenían asiento en la Junta y entre los que estaba lo más granado de la corte, la aristocracia y la política, muchos de ellos por puro compromiso. El padre Federico Sopeña ofrece como curiosidad una larga lista de estos «adictos de honor» que parece «una guía de salón de la época». Como «adictos facultativos» se incorporaron profesionales de prestigio que asistían a las juntas con voto consultivo pero no deliberativo y formaban parte de la orquesta en los conciertos públicos del Centro. También fueron nombrados «maestros honorarios» entre otros el ídolo Rossini, el napolitano Mercadante y el maestro de capilla de Salamanca Doyagüe, con autorización expresa para vestir el uniforme. El primer reglamento, publicado el 16 de septiembre de 1830, fue redactado por Piermarini. Centrado todo en torno a la ópera se instaura la Declamación como parte inseparable del Conservatorio hasta 1951. Se regula el Gobierno del Centro, presentación mensual de cuentas, inspección, clases, matrícula, plazas y creación de una orquesta. En un artículo del Reglamento, incumplido, se sientan las bases para la creación de un Archivo Nacional de Música, algo así como un depósito legal al que irían a parar dos ejemplares de todas las obras musicales que se publicasen en España. Colaborador de Piermarini fue el brigadier José Joaquín Virués y Spínola, inspirador del Reglamento y autor del famoso tratado didáctico de armonía, contrapunto y composición La Geneuphonía, adoptado en el Centro. De ambos es el discurso de inauguración, escrito en lenguaje retórico de la época. Todavía se conserva en la Biblioteca la primera lista de profesores que Piermarini presentó a los reyes para su aprobación en la que reflejan méritos y sueldos, y figuran personajes tan prestigiosos como Pedro Albéniz, Baltasar Saldoni y Ramón Carnicer.
Como consecuencia de los enormes gastos ocasionados por la Primera Guerra Carlista, el 12 de septiembre de 1835, las Cortes suprimieron la partida presupuestaria, dejando en manos del Gobierno la resolución del enorme problema creado. La asignación económica quedó reducida a 24 000 duros lo que llevó a una gran crisis de la que encontramos noticias en la prensa de la época. El 25 de agosto de 1838 Piermarini fue sustituido por el conde de Vigo, con el título de viceprotector. Al poco tiempo se suprimieron las plazas de internos. Se sucedieron en la dirección José Aranalde y Juan Martínez Almagro, nombrado este último en 1848. La situación económica del Conservatorio fue tan difícil en esta época que estuvo a punto de desaparecer víctima de los gastos que el país tuvo que soportar como consecuencia de las Guerras Civiles. En más de una ocasión, y con el fin de convencer a los políticos de la utilidad social del Centro, se hicieron peticiones en las que se explicaba, entre otras cosas, cómo los alumnos se ganaban honradamente la vida ejerciendo la profesión. En medio de la crisis, los profesores procuraron, mediante sucesivos recursos, acabar con la situación creada.

### Inauguración del Teatro Real

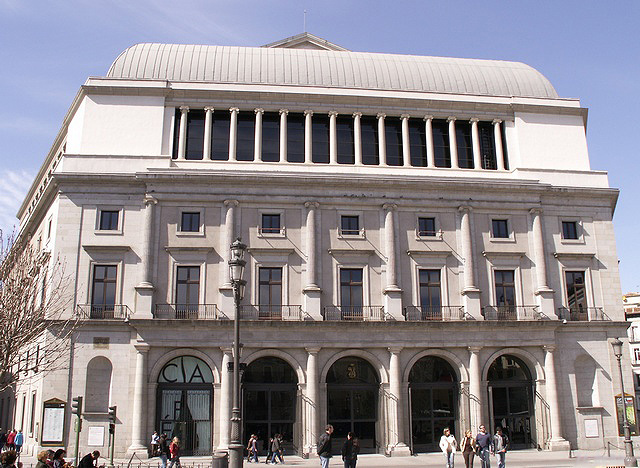
Teatro Real de Madrid, fachada a la plaza de Oriente.

Hubo modificación del Reglamento, reorganización, y, por fin, el 2 de diciembre de 1852 se inauguró la nueva sede en el edificio del Teatro Real con entrada por la calle de Felipe V. El internado fue definitivamente suprimido y creadas pensiones para alumnos destacados. El Conservatorio del Teatro Real, que fue inaugurado solemnemente por los reyes, tenía dos salones de actos: uno grande que daba a la fachada de la plaza de la Ópera en el que se daban los conciertos sinfónicos de Madrid con la orquesta formada por la Sociedad Artístico Musical de Socorros Mutuos, que fue el embrión de la Sociedad de Conciertos; en el salón más pequeño actuó la Sociedad de Cuartetos, fundada por Juan María Guelbenzu y Jesús de Monasterio en 1863.
En 1867 un incendio destruyó el salón grande, perdiéndose un piano Pleyel, un órgano y otras cosas de valor. En la etapa de las famosas reformas de la enseñanza previstas en la célebre Ley Moyano de 9 de septiembre de 1857, dos reglamentos, firmados por Nocedal y Salaverría, se dictaron el 5 de mayo y el 14 de diciembre de 1857. El segundo de estos Reglamentos que fue el definitivo, estableció la división de las enseñanzas musicales en estudios superiores y estudios de aplicación. Desde 1848 habían sido viceprotectores del Conservatorio Juan Florán Velaz de Medrano y Pastorís, marqués de Tabuérniga, y Joaquín María Ferrer; y directores Ventura de la Vega, Abelardo López de Ayala y Julián Romea. Ninguno de los regentes del centro desde Antonio Tenreiro Montenegro, conde de Vigo, hasta Emilio Arrieta era del claustro de profesores, si exceptuamos, hasta cierto punto, a Ventura de la Vega. Poco antes de la Revolución de 1868, el ministro de Fomento Severo Catalina cambió la organización reglamentaria mediante decreto desastroso de 17 de junio de 1868.
Sigue la época de duras restricciones económicas con rebaja de los sueldos y reducción de plazas docentes. Se crea el cargo de Comisario Regio con la misión expresa de reorganizar el Conservatorio. Por Decreto de 15 de diciembre de 1868 y Reglamento del 22 del mismo mes y año se creó la Escuela Nacional de Música y Declamación, denominación que se mantuvo hasta 1900. En el mismo año de 1868 fue nombrado director Emilio Arrieta, hombre de extraordinaria flexibilidad política que permaneció en el cargo hasta 1894 con la aureola de quien había viajado por Europa. Por sendas disposiciones de 22 de noviembre de 1883 y 3 de febrero de 1888 se reguló la enseñanza libre. Sucedieron en el cargo de director a Arrieta, Jesús de Monasterio, prestigioso profesor de violín que dimitió por sentirse marginado por el Ministerio en la aplicación de las reformas, y el organista, académico y musicólogo, Ildefonso Jimeno de Lerma. Importante en la etapa de Jesús de Monasterio fue la incorporación de Felipe Pedrell al claustro.
En 1901 fue nombrado comisario regio Tomás Bretón, quien consiguió reformar el local del Conservatorio dotándole de mejoras y ampliaciones. Bretón logró aprobar un nuevo Reglamento, luchó para que hubiera una mayor exigencia en los exámenes y que se pusiera fin al vicio heredado de la excesiva benevolencia en la concesión de premios. Fue en esta época cuando Pablo Sarasate donó su violín Stradivarius y 25 000 francos para dotar un premio anual de violín que lleva su nombre. Tras la dimisión de Bretón el día 25 de noviembre de 1911 harto de luchar en todos los frentes, le sucedió en el cargo interinamente el subsecretario del Ministerio de Instrucción Pública Mauricio Montero Villegas hasta que fue nombrado en el cargo Enrique Fernández Arbós, el director de más breve mandato de todos, pues solo permaneció en el cargo del 1 al 24 de enero de 1912. El mismo día accedió al cargo de director el crítico y musicólogo Cecilio de Roda y López, quien permaneció durante el breve paréntesis de dos años, el tiempo suficiente para instalar la calefacción en el Centro, lo que entonces tenía su importancia.

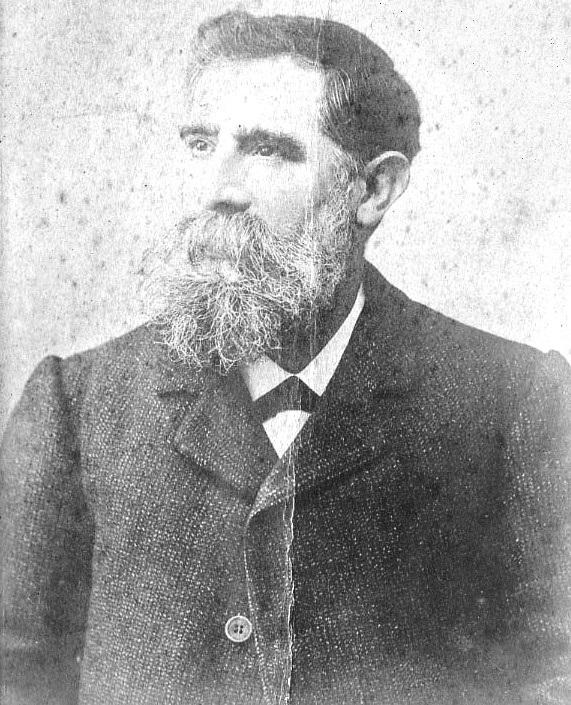
Tomás Bretón, director del Conservatorio (1901-1911).

A instancias de media España vuelve triunfante Tomás Bretón en 1913 coincidiendo con un gran aumento del número de alumnos y logrando aprobar un nuevo Reglamento el 25 de agosto de 1917. Bretón volvió en loor de multitudes. El claustro de profesores aprobó su vuelta por unanimidad, pero lo más llamativo fue la actitud de sus paisanos salmantinos que montaron una campaña en su favor que se hizo casi nacional. Una comisión de la Sociedad de Dependientes de Comercio de Salamanca se entrevistó con el Conde de Romanones, entonces Presidente del Consejo de Ministros, solicitándole su nombramiento, a lo que Romanones accedió manifestando que Bretón era su mejor amigo y no tenía ningún inconveniente.

### Años de peregrinaje
Bajo el mandato del violinista Antonio Fernández Bordas, que había sido nombrado director en 1921, el Conservatorio fue desalojado del Teatro Real por real orden del Ministerio de Instrucción Pública del 14 de noviembre de 1925 que declaraba el edificio en ruinas y ordenaba la suspensión urgente de las clases, dando así comienzo una prolongada peregrinación del Centro por diferentes edificios y locales de Madrid hasta que en el año 1966 vuelve al Teatro Real. La Biblioteca y algunas de las clases fueron trasladadas al teatro María Guerrero, entonces llamado de la Princesa. Las oficinas fueron a un piso de la calle Pontejos, y algunas entidades particulares y públicas como la Casa Aeolian, la Unión Musical Española, Casa Campos, Casa Fuentes, Escuela Superior de Pintura, Teatro Cómico y Colegio Nacional de Sordomudos cedieron desinteresadamente sus instalaciones al Conservatorio. La salida precipitada del Teatro Real llevó a una situación de abandono durante varios años por parte de las autoridades académicas que se dejó notar seriamente en la buena marcha de la enseñanza.
En 1932, durante la Segunda República, el Conservatorio se instaló en el edificio de la Congregación de los Luises en la calle Zorrilla 2, propiedad de los jesuitas. Bordas fue hombre prodigioso en la acomodación a diferentes situaciones políticas: fue director con el régimen constitucional, con la Dictadura de Primo de Rivera, con la Monarquía agonizante, con casi toda la República y con los primeros meses del franquismo hasta su jubilación. Su mandato se caracterizó por la resistencia a cualquier innovación y por el aislamiento del Conservatorio de la vida musical del país. De importancia para el centro bajo su mandato fueron los nombramientos de Óscar Esplá como profesor de folclore en la composición y de Eduardo Martínez Torner como profesor de prácticas de folclore. Al poco tiempo de comenzar la Guerra Civil, fue destituido Fernández Bordas y nombrado director Óscar Esplá. Bordas recuperó el cargo en 1939, año en que el Conservatorio se trasladó a unos locales del Teatro Alcázar, totalmente insuficientes. Llega a la dirección en 1940 Nemesio Otaño, hombre que con gran tesón y sacando partido a sus influencias consiguió un nuevo local más digno, el palacio de la familia Bauer en la calle de San Bernardo 44, que, después de reformas y adecentamiento, fue inaugurado en 1943 como nueva sede del Conservatorio.
Coincide el estreno de la nueva sede del Palacio Bauer con la puesta en marcha de la reforma de 1942. La reforma, que nació con varios vicios de origen, no fue secundada con las dotaciones presupuestarias necesarias. En 1952 el P. Federico Sopeña fue nombrado delegado del Gobierno a la edad de 34 años. El mismo Sopeña da cuenta de las realizaciones más destacadas de su mandato: apertura a la juventud, contactos con la vecina Universidad Central, gran actividad de conciertos, inauguración de la fonoteca y creación de la revista Música, dirigida desde el Conservatorio en colaboración con el Instituto Español de Musicología y editada por la Sección de Publicaciones del Ministerio de Educación Nacional. En 1956 Jesús Guridi y en 1962 José Cubiles llegaron a la dirección del Centro en edad cercana a la jubilación. En la etapa de Guridi fue iniciado el primer proyecto para la reforma de la enseñanza y se dieron los primeros pasos para la vuelta al Teatro Real. Destacable en el mandato de José Cubiles fue la mejora en la retribución del profesorado. El 11 de junio de 1964 accede a la dirección el compositor y catedrático más joven del Centro, Cristóbal Halffter, bajo cuyo mandato se procedió a la adquisición de partituras de música contemporánea y de varios pianos de cola marca Steinway. El nombramiento de Halffter fue acogido con recelo por unos y con entusiasmo desbordado por otros.
Siendo director Francisco Calés Otero, el 18 de octubre de 1966 el Conservatorio vuelve a su antigua sede del Teatro Real, ahora en un edificio renovado y dotado de grandes medios materiales comparables a los de los mejores Conservatorios europeos. Coincide el traslado al Real con la reforma de las enseñanzas contempladas en el ya famoso decreto de 10 de septiembre de 1966. Calés Otero permaneció en el cargo hasta 1970, sucediéndole José Moreno Bascuñana, que fue director desde 1970 hasta 1979 e impulsó la creación de la orquesta del Conservatorio.
La primera etapa como director del organista Miguel del Barco Gallego transcurrió entre 1979 y 1983, trabajando por la estabilidad del profesorado, normalización de la Secretaría del Centro, los actos conmemorativos del 150.º aniversario, celebración del II Congreso Nacional de Musicología en 1983, adquisiciones importantes de fondos para la biblioteca y la fonoteca, actualización de actas y documentos de los archivos históricos, democratización de estructuras, etc. Desde 1983 a 1988 se sucedieron en el cargo Pedro Lerma León (1983), Encarnación López de Arenosa (1985) y Carlos Esbrí (1987).
En 1988 accede de nuevo a la Dirección del conservatorio Miguel del Barco, quien permanece, no sin grandes problemas, en el cargo hasta el 30 de junio de 2008. Participó en la reforma general de las enseñanzas musicales contemplada en la LOGSE con un fracaso parcial (con la cual los conservatorios siguen sin formar parte de la estructura de la universidad pública pero su título es homologado al de Licenciatura). Entre sus retos también estuvo la concesión definitiva de la actual sede y su remodelación. El edificio fue remodelado magníficamente en la parte técnica pero no cumplió las expectativas que se tenían dado el alto costo de la remodelación. Hay que recordar que la junta directiva no estaba formada por profesionales técnicos y fue esta junta la que realizó el pliego de condiciones. Un proyecto largamente esperado, que se hizo realidad durante el largo mandato de Miguel del Barco, fue la inauguración del Museo en mayo de 2007. Ubicado en la primera planta, en él se exponen de manera permanente cuadros, instrumentos musicales históricos recientemente restaurados, libros, partituras, documentos y otros fondos relevantes. Miguel del Barco se jubiló en 2008. 
Desde el 1 de julio de 2008 hasta principios de enero del año 2012, el director del Conservatorio fue el catedrático de piano Anselmo Ignacio de la Campa Díaz, que había sido subdirector de Miguel del Barco y, tras su paso como profesor especial en el Conservatorio Superior de Murcia, realizó la mayor parte de su trayectoria en el centro. Desde el día 20 de enero de 2012, debido al cese de la junta directiva del conservatorio, la catedrática de piano Ana Guijarro Malagón fue nombrada nueva directora. El día 1 de julio de 2013 accedió al cargo de director el catedrático de clarinete Adolfo Garcés Compans. Tras su dimisión a petición propia, de nuevo accedió al cargo de directora, desde el día 1 de julio de 2014, Ana Guijarro Malagón, quien, a su vez, ha sido de nuevo nombrada el 1 de julio de 2015 después del proceso selectivo contemplado en el Concurso de Méritos convocado por la Comunidad de Madrid.

## Sede actual

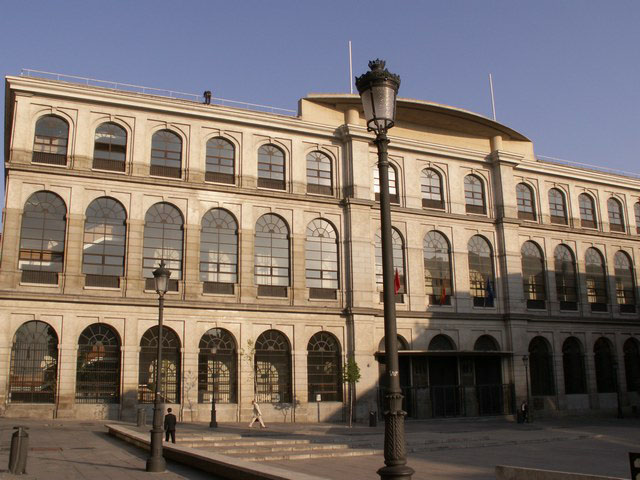
Sede del Real Conservatorio Superior de Música de Madrid, en la calle de Santa Isabel, 53, junto al Museo Reina Sofía. Formaba parte de las antiguas dependencias del hospital de San Carlos. Obra de Francesco Sabatini entre 1769 y 1788. La remodelación para conservatorio se realizó entre 1987 y 1990.

Desde el día 12 de diciembre de 1990, fecha en que fue inaugurado en acto académico solemne presidido por el entonces ministro de Educación y Ciencia Javier Solana Madariaga, el Real Conservatorio Superior de Música de Madrid tiene su sede en un remodelado pabellón del siglo XVIII, frente al Museo Nacional Centro de Arte Reina Sofía y a doscientos metros de la Estación de Atocha.
El pabellón que alberga el Conservatorio, rehabilitado por los arquitectos Manuel e Ignacio de las Casas y Jaime Lorenzo, era anteriormente el Hospital Clínico de San Carlos. A principios de siglo, el edificio ya había sido reformado por el arquitecto Cesáreo Iradier para servir de clínico, pero en su origen se proyectó para formar parte del Gran Hospital de Atocha (Francesco Sabatini, 1722-1795), edificio complejo e inacabado en torno a un sistema de patios construido según los cánones del clasicismo dieciochesco. Sólo se llegó a construir lo que fue hospital y hoy es centro de arte, y uno de los pabellones, hoy Conservatorio. El pabellón estaba unido al Hospital General y fue separado definitivamente en 1929 para dar paso a la calle de Santa Isabel.
En 1987, por acuerdo entre los Ministerios de Cultura y Educación y Ciencia, se encomienda a los citados arquitectos la reforma del pabellón para albergar al Real Conservatorio Superior de Música de Madrid, y las Escuelas de Arte Dramático y Danza. El Ministerio de Educación fue cambiando de planes durante la elaboración del proyecto hasta que, por fin, el edificio quedó destinado exclusivamente a Conservatorio Superior de Música, con capacidad para 1400 alumnos y 90 profesores. El edificio consta de 5 aulas grandes, 35 aulas medianas, 27 cabinas de estudios, dos auditorios y varios espacios para otros servicios (dirección, administración, biblioteca, aula magna, aulas teóricas y servicios diversos). La rehabilitación buscó adaptar la disposición original a las nuevas necesidades.

## Enseñanzas impartidas (2007)
Las especialidades señaladas se imparten en este centro desde el curso 2001-2002, según Orden 2139/2001, de 1 de junio, por la que se autoriza la implantación de enseñanzas de grado superior de Música establecidas por la Ley Orgánica 1/1990, de 3 de octubre, de Ordenación General del Sistema Educativo, en el Real Conservatorio Superior de Música de Madrid y en la Escuela Superior de Canto para el curso 2001-2002.
| - Acordeón - Arpa - Canto A (concierto u oratorio) - Canto B (teatro lírico) - Clave - Composición - Dirección de coro - Dirección de orquesta - Etnomusicología - Flamenco A (guitarra flamenca) | - Flamenco B (flamencología) - Flauta de pico - Guitarra - Instrumentos de cuerda frotada - Instrumentos de cuerda pulsada del Renacimiento y Barroco - Instrumentos de la música antigua - Instrumentos de la música tradicional y popular - Instrumentos de púa | - Instrumentos de viento madera - Instrumentos de viento metal - Jazz - Musicología - Órgano - Percusión - Piano - Saxofón - Viola de gamba |